# كارولاينا بانثرز
كارولينا بانثرز (بالإنجليزية: Carolina Panthers)‏ هو نادي فريق كرة قدم أمريكي محترف يقع مقره في شارلوت بولاية كارولينا الشمالية. يتنافس الفهود في الدوري الوطني لكرة القدم، كنادي عضو في المؤتمر الوطني لكرة القدم القسم الجنوبي. يقع المقر الرئيسي للفريق في ملعب بنك أمريكا في أبتاون شارلوت. يعمل الملعب أيضًا كملعب للفريق. يتم دعم الفهود في جميع أنحاء كارولينا، على الرغم من أن الفريق لعب مبارياته على أرضه في شارلوت منذ عام 1996، إلا أنهم لعبوا مبارياتهم على أرضهم في ملعب ميموريال في كليمسون بولاية كارولينا الشمالية خلال موسمه الأول. يستضيف الفريق معسكره التدريبي السنوي في كلية ووفورد في سبارتانبورغ، كارولينا الشمالية.
تم الإعلان عن بانثرز باعتباره الامتياز التاسع والعشرين للدوري في عام 1993، وبدأ اللعب في عام 1995 تحت إشراف المالك والمؤسس الأصلي جيري ريتشاردسون. لعب بانثرز بشكل جيد في أول عامين، حيث أنهى 7-9 في عام 1995 (وهو أفضل موسم على الإطلاق لفريق توسيع الدوري الوطني لكرة القدم الأمريكية) و12-4 في العام التالي، وفاز المؤتمر الوطني لكرة القدم القسم الغربي قبل أن يخسر في النهاية أمام القوة في نهاية المطاف بطل غرين باي باكرز في لعبة بطولة الدوري الوطني لكرة القدم الأمريكية. لم يكن لديهم موسم فوز آخر حتى عام 2003، عندما فازوا بلعبة بطولة الدوري الوطني لكرة القدم الأمريكية ووصلوا إلى سوبر بول XXXVIII، وخسروا 32-29 أمام نيو إنجلاند باتريوتس. بعد تسجيل ظهور مباراة فاصلة في 2005 و2008، فشل الفريق في تسجيل ظهور آخر في مباراة فاصلة حتى عام 2013، وهو الأول من ثلاثة ألقاب متتالية في المؤتمر الوطني لكرة القدم الجنوب.
فريق كارولينا بانثرز مسجل قانونيًا باسم النمر لكرة القدم، شركة محدودة المسؤولية. ويتحكم فيها ديفيد تيبر، الذي تمت الموافقة على شرائه للفريق من المؤسس جيري ريتشاردسون بالإجماع من قبل مالكي الدوري في 22 مايو 2018. وتبلغ قيمة النادي نحو 2.3 مليار دولار، بحسب مجلة فوربس.

## تاريخ الامتياز
في 15 كانون الأول (ديسمبر) 1987، أعلن رجل الأعمال جيري ريتشاردسون عن عرضه للحصول على امتياز توسعة اتحاد كرة القدم الأميركي في كارولينا. كان ريتشاردسون، المولود في ولاية كارولينا الشمالية، أحد المتلقي الواسع سابقًا في فريق بالتيمور كولتس الذي استخدم مكافأته في بطولة الدوري لعام 1959 للمشاركة في تأسيس سلسلة مطاعم هارديز، وأصبح فيما بعد رئيسًا ومديرًا تنفيذيًا لشركة عبر العالم. استوحى ريتشاردسون إلهامه لمتابعة امتياز الدوري الوطني لكرة القدم الأمريكية من جورج شين، الذي قدم عرضًا ناجحًا لتوسيع فريق الرابطة الوطنية لكرة السلة في شارلوت، شارلوت هورنتس. أسس ريتشاردسون شركة ريتشاردسون سبورتس، وهي شراكة تتكون من نفسه وعائلته وعدد من رجال الأعمال من شمال وجنوب كارولينا تم تجنيدهم أيضًا ليكونوا شركاء محدودين. نظر ريتشاردسون في أربعة مواقع محتملة لملعب، واختار في النهاية أبتاون شارلوت.
لتسليط الضوء على الطلب على كرة القدم المحترفة في كارولينا، أقامت ريتشاردسون سبورتس مباريات ما قبل الموسم في جميع أنحاء المنطقة من 1989 إلى 1991. أقيمت أول مباراتين في ملعب كارتر-فينلي في رالي بولاية كارولينا الشمالية، واستاد كينان ميموريال في تشابل هيل بولاية كارولينا الشمالية، بينما أقيمت المباراة الثالثة والأخيرة في ملعب ويليامز بريس في كولومبيا، جنوب كارولينا. كانت المباريات بين فرق الدوري الوطني لكرة القدم الأمريكية الحالية. في عام 1991، قدمت المجموعة رسميًا طلبًا للحصول على مكان توسع مفتوح، وفي 26 أكتوبر 1993، أطلق 28 من مالكي اتحاد كرة القدم الأميركي بالإجماع اسم كارولينا بانثرز على أنه العضو التاسع والعشرون في اتحاد كرة القدم الأميركي.

### 1995-2001: السنوات الأولى في اللعب

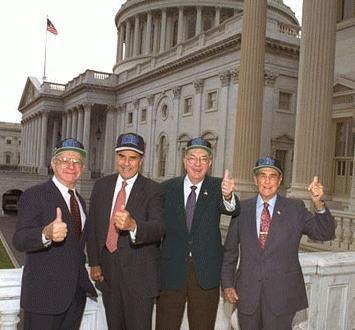
يُظهر أعضاء مجلس الشيوخ الأمريكي لاوش فيركلوث (كارولينا الشمالية)، وبوب دول (كانساس)، وجيسي هيلمز (كارولينا الشمالية)، وستروم ثورموند (جنوب كارولينا) حماسهم تجاه كارولينا بانثرز التي تم إنشاؤها حديثًا

تنافس الفهود لأول مرة في موسم 1995 الدوري الوطني لكرة القدم الأمريكية، لقد كانوا أحد فريقي التوسع اللذين بدأا اللعب في ذلك العام، والآخر هو جاكسونفيل جاغوارز. تم وضع بانثرز في المؤتمر الوطني لكرة القدم القسم الغربي لزيادة حجم هذا القسم إلى خمسة فرق، كان هناك بالفعل فريقان جنوبي شرقي آخر في القسم، أتلانتا فالكونز ونيو أورلينز ساينتس. تم تعيين منسق دفاع بيتسبرغ ستيلرز السابق دوم كابيرز أول مدرب رئيسي. أنهى الفريق موسمه الافتتاحي 7-9، وهو أفضل أداء على الإطلاق من فريق توسع للسنة الأولى. لقد أداؤوا بشكل أفضل في موسمهم الثاني، حيث أنهوا بسجل 12-4 وفازوا في قسم المؤتمر الوطني لكرة القدم القسم الغربي، بالإضافة إلى تأمين جولة أولى. فاز فريق بانثرز على بطل سوبر بول المدافع عن فريق دالاس كاوبويز في جولة التقسيم قبل أن يخسر لعبة بطولة إن إف سي أمام بطل سوبر بول في نهاية المطاف، جرين باي باكرز. تمكن الفريق من إنهاء 7-9 فقط في عام 1997 وتراجع إلى 4-12 في عام 1998، مما أدى إلى إقالة كيبرز كمدرب رئيسي.
استأجر فريق بانثرز المدرب السابق لفريق سان فرانسيسكو 49، جورج سيفرت ليحل محل كابيرز، وقاد الفريق إلى الرقم القياسي 8-8 في عام 1999. أنهى الفريق 7-9 في عام 2000 وانخفض إلى 1-15 في عام 2001، وفاز بأول مباراة له لكنه خسر آخر 15 مباراة. ربط هذا الأداء سجل اتحاد كرة القدم الأميركي لمعظم الخسائر في موسم واحد وحطم الرقم القياسي الذي احتفظ به القراصنة عام 1976 الذين لم يحققوا أي فوز لمعظم الخسائر المتتالية في موسم واحد (تم كسر كلا السجلين منذ ذلك الحين بواسطة أسود 2008)، مما أدى إلى إطلاق بانثرز سيفرت.

### 2002-2003: الانتقال إلى المؤتمر الوطني لكرة القدم - القسم الجنوبي وأول ظهور لسوبر بول
بعد توسع الدوري الوطني لكرة القدم الأمريكية إلى 32 فريقًا في عام 2002، تم نقل بانثرز من المؤتمر الوطني لكرة القدم القسم الغربي إلى قسم المؤتمر الوطني لكرة القدم القسم الجنوبي الذي تم إنشاؤه حديثًا. تم الحفاظ على تنافس بانثرز مع الصقور والقديسين، وسوف ينضم إليهم قراصنة خليج تامبا. تم التعاقد مع منسق دفاع نيويورك جاينتس جون فوكس ليحل محل سيفرت وقاد الفريق إلى المركز 7-9 في عام 2002. على الرغم من أن دفاع الفريق تخلى عن بضع ياردات، ليحتل المرتبة الثانية في دوري كرة القدم الأمريكية في ياردات، إلا أنه تم إعاقتهم من خلال جريمة احتلت المرتبة الثانية في الدوري في ياردات. تحسن فريق بانثرز إلى 11-5 في الموسم العادي لعام 2003، وفاز بلقب المؤتمر الوطني لكرة القدم القسم الجنوبي ووصل إلى سوبر بول XXXVIII قبل أن يخسر أمام فريق نيو إنجلاند باتريوتس،32-29، في ما أشاد به على الفور الكاتب الرياضي بيتر كينج باعتباره «أعظم سوبر وعاء في كل العصور». شعر كينج أن اللعبة «كانت معركة بطولة رائعة، مليئة بكل ما يجعل كرة القدم درامية، ومرهقة، ومثيرة للذهول، ومجنونة، ورائعة، ومثيرة» وأشاد، من بين أمور أخرى، بعدم القدرة على التنبؤ، والتدريب، والاستنتاج. لا يزال يُنظر إلى اللعبة على أنها واحدة من أفضل لعبة سوبر بولزعلى الإطلاق، وفي رأي سكوت جاغو، مراسل الإذاعة الوطنية العامة ومقره تشارلوت، فإن مظهرسوبر بول بانثرز يمثل وصول شارلوت إلى الساحة الوطنية.

### 2004–2009

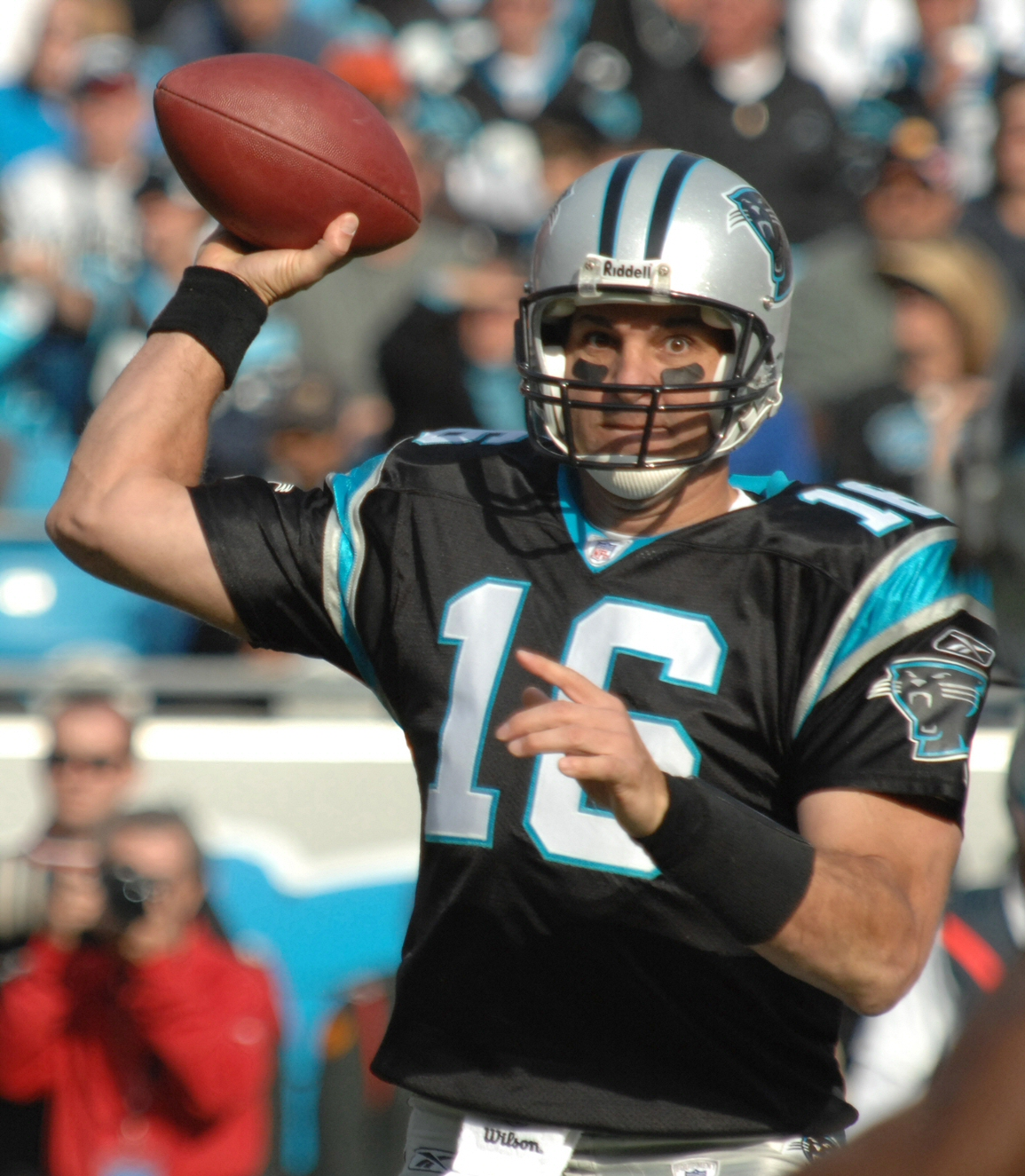
فيني تيستافيردي مع فريق كارولينا بانثرز في عام 2007.

بعد البداية 1-7 في 2004، ارتد بانثرز للفوز بستة من آخر سبع مباريات على الرغم من خسارة 14 لاعباً لهذا الموسم بسبب الإصابة. خسروا مباراتهم الأخيرة أمام نيو أورلينز، حيث أنهوا موسم 2004 في 7-9. لو فازوا بالمباراة، لكان بانثرز قد شاركوا في التصفيات. تحسن الفريق إلى 11-5 في عام 2005، حيث احتل المركز الثاني في القسم خلف تامبا باي وحصل على رصيف فاصلة كبطاقة برية. في الجولة الأولى من التصفيات، ذهب بانثرز على الطريق لمواجهة نيويورك جاينتس، بفوزهم 23-0 في أول مباراة فاصلة في الدوري الوطني لكرة القدم الأمريكية ضد الفريق المضيف منذ عام 1980. في الأسبوع التالي، تغلبوا على شيكاغو 29-21 على الطريق، لكنهم خسروا لاعبين رئيسيين جوليوس بيبرز، نهاية دفاعية، وديشاون فوستر، وهو متراجع، وأصيب كلاهما خلال المباراة. ثم هزم فريق سياتل سي هوكس فريق بانثرز 34-14 في مباراة بطولة المؤتمر الوطني لكرة القدم، لينهي موسمهم. على الرغم من أن بانثرز دخلوا موسم 2006 كمرشحين للفوز بلقب المؤتمر الوطني لكرة القدم - القسم الجنوبي، إلا أنهم انتهوا من تحقيق رقم قياسي مخيب للآمال 8-8. أنهى الفريق موسم 2007 برقم قياسي 7-9 بعد خسارة لاعب الوسط جايك ديلوم في وقت مبكر من الموسم بسبب إصابة في المرفق. في عام 2008، انتعش بانثرز بسجل موسم عادي 12-4، وفاز في المؤتمر الوطني لكرة القدم - القسم الجنوبي وحصل على وداعًا في الجولة الأولى. تم إقصاؤهم في الجولة التقسيمية من التصفيات، وخسروا 33-13 أمام بطل المؤتمر الوطني لكرة القدم في نهاية المطاف أريزونا كاردينالز بعد أن حول دلوم الكرة أكثر من ست مرات. استمرت معاناة دلوم إلى موسم 2009، حيث ألقى 18 اعتراضًا في أول 11 مباراة قبل أن يكسر إصبعه في يده. كان بانثرز في سجل 4-7 قبل إصابة دلوم في نهاية الموسم، وقاد مساعده، مات مور، الفريق إلى إنهاء الموسم 4-1 للموسم للحصول على رقم قياسي إجمالي 8-8.

### 2010–2017

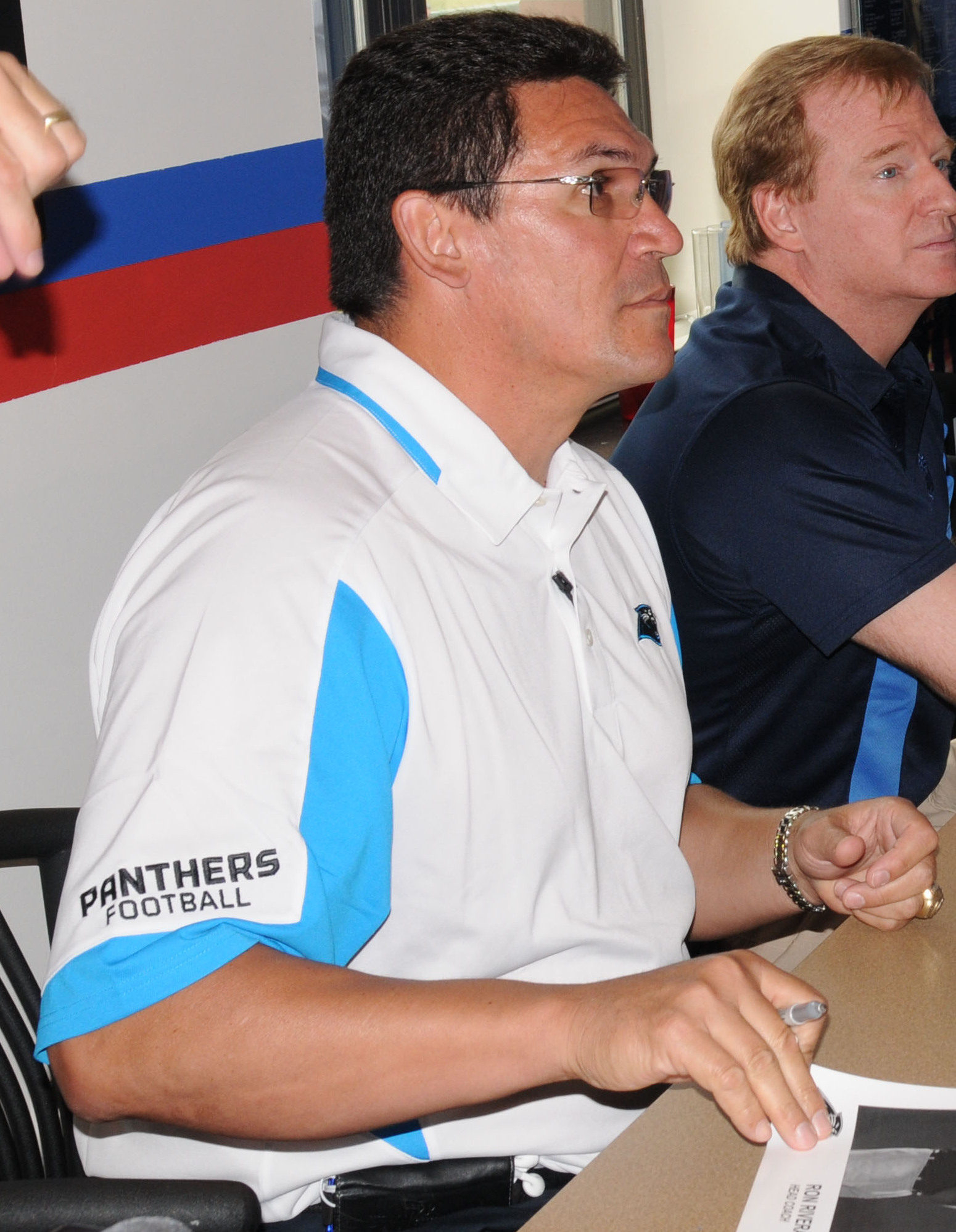
المدرب السابق رون ريفيرا

في عام 2010، بعد الإفراج عن دلوم في أوفسسن، أنهى بانثرز بسجل أسوأ الدوري (2-14). هجومهم كان الأسوأ في الدوري. انتهى عقد جون فوكس بعد انتهاء الموسم، ولم يحتفظ به الفريق أو موظفيه.
استأجر الفريق رون ريفيرا ليحل محل فوكس كمدرب رئيسي وصاغ لاعب الوسط الحائز على جائزة هيسمان لأوبورن كام نيوتن مع أول اختيار شامل في 2011 مشروع الدوري الوطني لكرة القدم الأمريكية. افتتح بانثرز موسم 2011 2-6، لكنه أنهى بتسجيل 6-10، وحصل نيوتن على جائزة AP الهجومية الصاعد للعام بعد أن وضع سجل الدوري الوطني لكرة القدم الأمريكية لمعظم الهبوط السريع من لاعب الوسط (14) في موسم واحد ويصبح أول لاعب لاعبي الوسط الصاعد في دوري كرة القدم الأمريكية يرمي لأكثر من 4000 ياردة في موسم واحد. كما كان أول لاعب لاعبي الوسط الصاعد يندفع لأكثر من 500 ياردة في موسم واحد. بعد تعزيز الدفاع مع لوك كوتشلي المحترف في المستقبل في مسودة 2012، افتتح بانثرز مرة أخرى موسم 2012 بشكل سيء، وخسر خمس من أول ست مباريات، مما أدى إلى طرد المدير العام مارتي هرني رداً على ذلك. انخفض الفريق إلى الرقم القياسي 2-8 قبل الفوز بخمس من آخر ست مباريات، مما أدى إلى الرقم القياسي 7-9. ساعدت هذه النهاية القوية في إنقاذ وظيفة ريفيرا. حقق بانثرز موسمًا ناجحًا في العام التالي، حيث أنهى الموسم برقم 12-4 وفازوا بلقبهم الثالث في المؤتمر الوطني لكرة القدم - القسم الجنوبي وداعًا آخر فاصلة، لكنهم تعرضوا للهزيمة من قبل 49ers في جولة التقسيم. في عام 2014، افتتح فريق بانثرز الموسم بفوزين، ولكن بعد 12 مباراة جلسوا في 3-8-1 ويرجع ذلك جزئيًا إلى سبع مباريات متتالية بلا فوز. ضمنت سلسلة انتصارات من أربع مباريات لإنهاء الموسم للفريق بطولة المؤتمر الوطني لكرة القدم - القسم الجنوبي للمرة الثانية على التوالي ورصيف البلاي أوف، على الرغم من خسارة الرقم القياسي 7-8-1. هزم بانثرز أريزونا كاردينالز، 27-16، في جولة البطاقات البرية للتقدم إلى التصفيات، حيث خسروا أمام بطل المؤتمر الوطني لكرة القدم في نهاية المطاف سياتل، 31-17. شهد موسم 2015 بدء بانثرز الموسم 14-0 وإنهاء الموسم 15-1، والذي تعادل للحصول على أفضل سجل للموسم العادي في تاريخ المؤتمر الوطني لكرة القدم. كما حصل فريق بانثرز على بطولة المؤتمر الوطني لكرة القدم للمرة الثالثة على التوالي، بالإضافة إلى أول رصيف عام له في المصنف الأول. في تصفيات 2015-16، هزم بانثرز سياتل سي هوكس في تصفيات دوري المؤتمر الوطني لكرة القدم، 31-24، بعد إغلاقهم في الشوط الأول، 31-0، وأريزونا كاردينالز، 49-15، في مباراة بطولة المؤتمر الوطني لكرة القدم للتقدم إلى سوبر بول 50، أول ظهور لهم في سوبر بول منذ موسم 2003. خسر فريق بانثرز صراعًا دفاعيًا أمام بطل الاتحاد الآسيوي دنفر برونكو، 24-10.
في موسم 2016، تراجع فريق بانثرز عن الرقم القياسي 15-1 من عام 2015، حيث سجل الرقم القياسي 6-10 ونهاية المركز الأخير في المؤتمر الوطني لكرة القدم، وفقد التصفيات للمرة الأولى منذ 2012، وخسر لقب القسم أمام الصقور المصنفة الثانية، والتي استمرت لتمثيل المؤتمر الوطني لكرة القدم في سوبر بول LI.

### 2018 إلى الوقت الحاضر

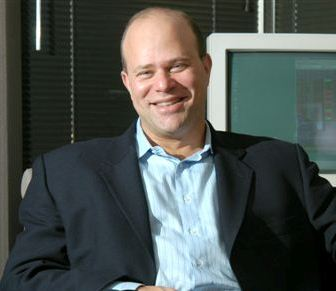
اشترى رجل الأعمال ديفيد تيبر النمر في عام 2018.

في 16 مايو 2018، وضع ديفيد تيبر، الذي كان سابقًا مالكًا للأقلية في بيتسبرغ ستيلرز، اللمسات الأخيرة على اتفاقية لشراء بانثرز. وبلغ سعر البيع قرابة 2.3 مليار دولار، وهو رقم قياسي. تمت الموافقة على الاتفاقية من قبل أصحاب الدوري في 22 مايو 2018. تم إغلاق البيع رسميًا في 9 يوليو 2018. بعد البدء 6-2، أنهى بانثرز موسم 2018 7-9. بدأوا موسم 2019 5-3، لكنهم خسروا آخر ثماني مباريات لينتهوا 5-11، في أواخر الموسم، أقال تيبر ريفيرا كمدرب رئيسي. أنهى بيري فيويل الموسم كمدرب مؤقت، حيث ذهب بنتيجة 0-4. في 7 يناير 2020، عين فريق بانثرز مدرب بايلور مات رول كمدرب رئيسي. في 15 يناير 2020، أعلن لوك كوتشلي اعتزاله الدوري. في 17 مارس 2020، وقع بانثرز على عقد تيدي بريدجووتر لمدة ثلاث سنوات بقيمة 63 مليون دولار. في 24 مارس، أصدرت كارولينا بانثرز أول اختيار عام 2011 و2015 منتج الحد الأدنى قورتربك كام نيوتن.

## الشعار والزي الرسمي

### شعار
تم تصميم شكل شعار بانثرز لتقليد الخطوط العريضة لكل من ولاية كارولينا الشمالية وكارولينا الجنوبية. قام فريق بانثرز بتغيير شعارهم وشعارهم في عام 2012، وهو أول تغيير من نوعه في تاريخ الفريق. وفقًا للفريق، تم تصميم التغييرات لإعطاء شعارهم «مظهرًا عدوانيًا ومعاصرًا» بالإضافة إلى منحه إحساسًا ثلاثي الأبعاد. تم إجراء التعديلات الأولية في العين والفم، حيث تكون السمات، خاصةً الحاجب العضلي والأنياب، أكثر وضوحًا، مما يخلق مظهرًا أكثر خطورة. يحتوي الشعار المنقح على ظل أغمق من اللون الأزرق فوق الشعار الأسود، مقارنةً بالتصميم القديم، الذي كان له ظل مشابه للبط البري أعلى الأسود.

### زي رسمي
بحلول الوقت الذي تم الإعلان عنه كفريق الدوري الوطني لكرة القدم الأمريكية التاسع والعشرين في أكتوبر 1993، تم الانتهاء بالفعل من تصميم شعار وخوذة بانثرز، لكن التصميم الموحد كان لا يزال قيد الإنشاء. بعد المناقشة، قررت منظمة بانثرز ارتداء قمصان باللون الأبيض والأسود والأزرق، وسراويل ملونة باللون الأبيض والفضي. كانت النغمة الدقيقة للون الأزرق، التي قرروا أنها ستكون «زرقاء عملية» (ظل أفتح من درجة ديوك وأغمق من لون كارولينا الشمالية)، أصعب لون من حيث الاختيار.
ظل زي الفريق كما هو إلى حد كبير منذ إنشائه، مع بعض التعديلات الطفيفة فقط مثل تغيير لون جورب الزي الرسمي للفريق من الأزرق إلى الأسود وتغيير أحذية الفريق من الأبيض إلى الأسود. قال ريتشاردسون، الذي وصف نفسه بأنه تقليدي، أنه لن يتم إجراء تغييرات كبيرة في الزي الرسمي في حياته.
بانثرز لها ثلاثة ألوان جيرسي رئيسية: الأسود والأبيض والأزرق. قمصانهم الزرقاء، المعينة بزيهم البديل، هي الأحدث وتم تقديمها في عام 2002. تسمح لوائح اتحاد كرة القدم الأميركي للفريق باستخدام القميص الأزرق حتى مرتين في أي موسم معين. في جميع المباريات الأخرى، يجب على الفريق ارتداء قمصانهم البيضاء أو السوداء، في مباريات دوري كرة القدم الأمريكية، يقرر الفريق المضيف ما إذا كان سيرتدي قميصًا داكنًا أو أبيض، بينما يرتدي الفريق الضيف العكس. عادةً ما يختار بانثرز اللون الأبيض أو الأزرق عندما يُتوقع أن يكون الطقس حارًا والأسود عندما يُتوقع أن يكون الطقس باردًا.
عادةً ما يقرن بانثرز قمصانهم البيضاء مع بنطال أبيض، في حين أن القمصان السوداء والزرقاء مقترنة بنطال فضي، لم يكن هناك سوى استثناءات قليلة لهذه المجموعات. كان أول مثال على ذلك في عام 1998، عندما قام الفريق بإقران قمصانهم البيضاء مع بنطال فضي في مباراة ضد فريق إنديانابوليس كولتس. كانت المرة الثانية في عام 2012 خلال مباراة ضد دنفر برونكو، عندما قاموا بإقران قمصانهم السوداء مع بنطال أسود جديد. هذا خلق زيًا أسود بالكامل، باستثناء الجوارب الزرقاء والخوذات الفضية. اتخذ قرار ارتداء الجوارب الزرقاء من قبل قائد الفريق ستيف سميث، الذي شعر أن الجوارب الزرقاء تعطي الزي الرسمي مظهرًا أكثر تميزًا مقارنة بالفرق الأخرى التي ترتدي الزي الأسود بالكامل. فاز الزي الأسود بالكامل بمسابقة «أعظم زي موحد في تاريخ اتحاد كرة القدم الأميركي»، وهي مسابقة صوت عليها المعجبون يديرها NFL.com في يوليو 2013. في يوليو 2013، قال مدير معدات الفريق، جاكي مايلز، إن بانثرز يعتزمون استخدام الزي الأسود بالكامل في المستقبل. ارتدى فريق بانثرز الزي الأسود بالكامل ثلاث مرات في الموسم التالي، مرة واحدة في الموسم التحضيري والموسم العادي، والمرة الثالثة خلال مباراة الدور الفاصل على مستوى التقسيم المحلي مقابل 49ers. خلال مباراة يوم عيد الشكر لعام 2015 لفريق بانثرز ضد فريق دالاس كاوبويز، ظهروا لأول مرة بزي أزرق كامل كجزء من سلسلة نايكي «اللون راش».
في موسم معرض 2018، ارتدى فريق بانثرز البنطال الأسود مع الفانيلة الزرقاء لمباراة على أرضه ضد فريق نيو إنجلاند باتريوتس، ثم ارتدوا البنطال الأسود مع الفانيلة البيضاء في مباراة الذهاب ضد بيتسبرغ ستيلرز. خلال موسم 2018، لم يرتدي الفريق سراويل فضية. وبدلاً من ذلك، كانوا يرتدون الزي الرسمي الأسود بالكامل والبلوزات الزرقاء مع السراويل البيضاء. وشهدت المباريات خارج ملعبنا أن الفريق يرتدي سروالاً أسود مع قمصان بيضاء إلى جانب البياض التقليدي.
لم يتغير الزي الرسمي للفريق بشكل ملحوظ بعد أن أصبحت نايكي مورد قمصان اتحاد كرة القدم الأميركي في عام 2012، ولكن تم تغيير الياقة لتكريم لاعب ومدرب بانثرز السابق سام ميلز من خلال إظهار عبارة «حافظ على القصف». كانت نايكي قد وضعت الفكرة، ودعم الفريق المفهوم كطريقة لتعريف المعجبين الجدد بإرث ميلز، الذي توفي بسبب السرطان في عام 2005. قدم ميلز العبارة، التي أصبحت منذ ذلك الحين شعارًا للفريق، في خطاب ألقاه للاعبين والمدربين قبل مباراتهم الفاصلة عام 2003 ضد دالاس، في الخطاب، قارن ميلز معركته ضد السرطان بمعركة الفريق في الميدان، قائلاً «عندما اكتشفت أنني مصاب بالسرطان، كان هناك شيئان يمكنني القيام بهما - الإقلاع عن التدخين أو الاستمرار في القصف. أنا مقاتل. ظللت قصف. أنتم مقاتلون أيضًا. استمروا في القصف!»
في عام 2019، كشف بانثرز النقاب عن زي موحد جديد. الزي الجديد هو «بخار لا يمكن المساس به» من نايكي ولديه اختلافات طفيفة فقط: تم استبدال الشرائط المدببة على البنطال بخطوط تمتد لأسفل حتى الجوارب، وتم استبدال قماش الكتف العاكس وإزالة شعارات الورك أيضًا. يحتفظ الزي الرسمي بنفس الشكل والألوان والأرقام الأساسية مثل الأصول الأصلية. نظرًا لأن موسم 2019 كان الخامس والعشرين للفريق، فقد ارتدى بانثرز رقعة الذكرى السنوية الخامسة والعشرين على زيهم الرسمي. في موسم 2019، استمر فريق بانثرز في استخدام مجموعات ألوان البانت-جيرسي الجديدة من 2018، مع إعادة البنطال الفضي بقميصه الأسود.

## الملعب ومرافق التدريب
لعب فريق بانثرز موسمه الأول في ملعب ميموريال في كليمسون، كارولينا الشمالية، حيث كانت منشآتهم في الجزء العلوي من شارلوت لا تزال قيد الإنشاء. تم افتتاح ملعب إريكسون، المسمى ملعب بنك أمريكا منذ عام 2004، في صيف عام 1996. تم تصميم الاستاد خصيصًا من قبل مجموعة هوك الرياضية للمرافق لكرة القدم، وهو أيضًا بمثابة المقر الرئيسي والمكاتب الإدارية لفريق بانثرز. في بعض الأيام، يقدم الملعب جولات عامة مقابل رسوم. في بعض الأيام، يقدم الملعب جولات عامة مقابل رسوم. يتم تقديم جولات خاصة للمجموعات مقابل رسوم سبعة أيام في الأسبوع، على الرغم من وجود بعض الاستثناءات، ويجب ترتيب هذه الجولات مسبقًا.

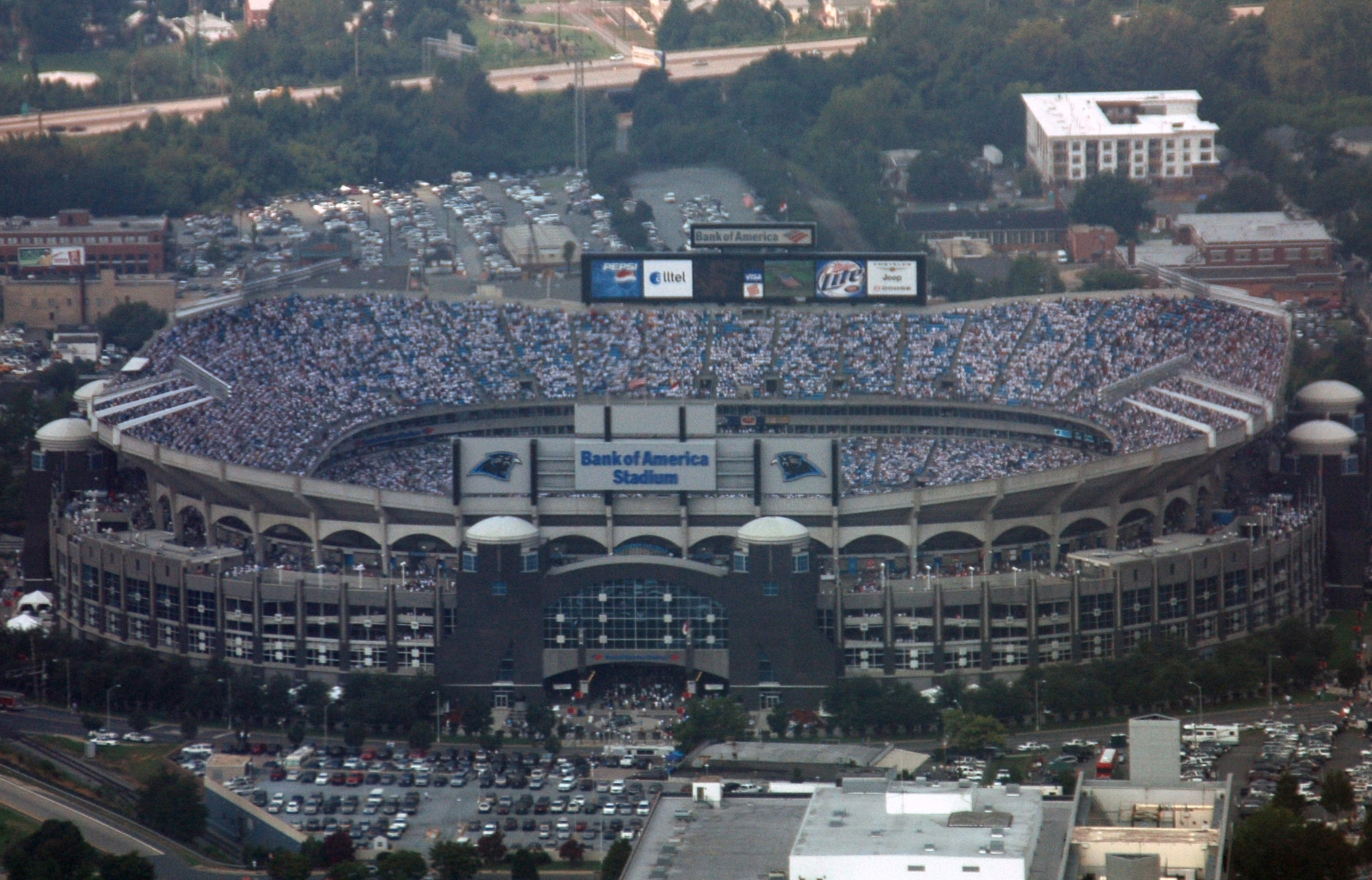
منظر خارجي لملعب بنك أمريكا كما رأينا في عام 2006.

ويحيط كل من المداخل الرئيسية الثلاثة للملعب تمثالان من البرونز على شكل نمر. هم أكبر المنحوتات التي تم تكليفها في الولايات المتحدة. نقشت أسماء مالكي فريق الدوري الباكستاني الممتاز الأصليين على قاعدة كل تمثال. تم تكريم أول شخصين في قاعة شرف بانثرز، الرئيس التنفيذي للفريق مايك ماكورماك والظهير سام ميلز، بتماثيل برونزية بالحجم الطبيعي خارج الاستاد. ميلز، بالإضافة إلى كونه اللاعب الوحيد في قاعة الشرف لأكثر من 20 عامًا، هو اللاعب الوحيد الذي حصل على رقم قميصه (# 51) تقاعدًا من بانثرز اعتبارًا من عام 2016.

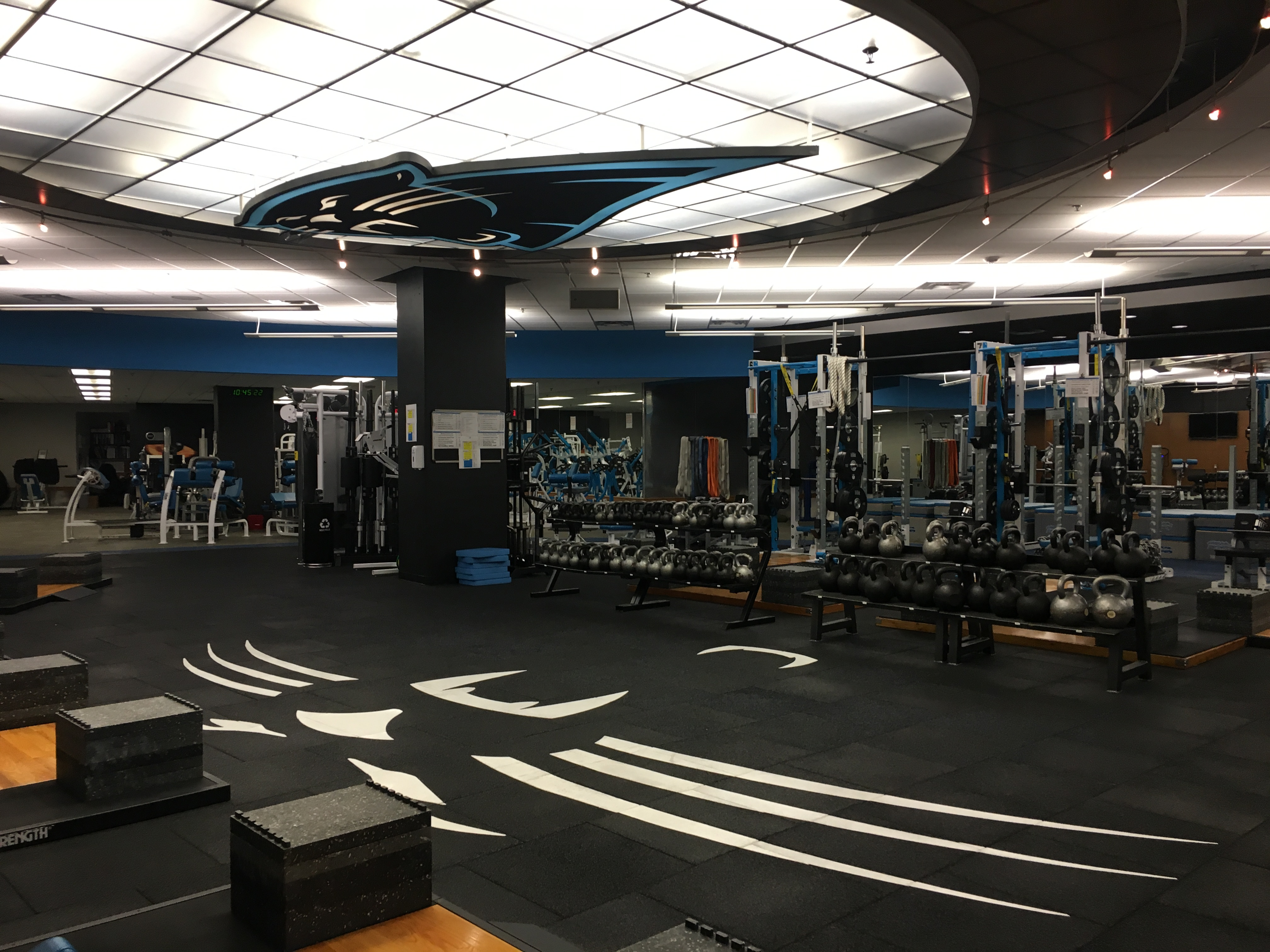
غرفة وزن الفريق داخل ملعب بنك أمريكا.

يمتلك فريق بانثرز ثلاثة ملاعب في الهواء الطلق بجوار ملعب بنك أمريكا حيث يمارسون حاليًا ممارساتهم، خلال موسم 1995، عندما لعب الفريق مبارياته على أرضه في كارولينا الشمالية، عقد الفريق تدريباته في جامعة وينثروب في روك هيل، كارولينا الشمالية. نظرًا لأن حقول التدريب، جنبًا إلى جنب مع الاستاد، تقع في الجزء العلوي من شارلوت، فإن الحقول مرئية مباشرة من ناطحات السحاب وكذلك من عمارات من أربعة طوابق تقع عبر الشارع. وفقًا لمايك كرانستون، قالت نكتة جارية إن منافسي فرقة بانثرز قاموا بتجميع مواردهم لشراء غرفة في الطابق العلوي من المبنى، وأن حريقًا في المجمع السكني كان بسبب منظمة بانثرز. من أجل منع الناس من الرؤية داخل الميدان أثناء قيام الفريق بالتدر ، أضاف الفريق «أشجارًا مزروعة بشكل استراتيجي وقماش مشمع فوق... السياج المحيط بالحقول». بالإضافة إلى ذلك، يستخدمون فريقًا أمنيًا لمراقبة وطرد أي شخص يقف بجانب السياج المحيط بالميدان. في حالة سوء الأحوال الجوية، ينقل الفريق ممارساتهم إلى منشأة رياضية داخلية على بعد حوالي 10 أميال (16 كم) من الملعب. الفريق لا يملك هذه المنشأة. استضاف بانثرز معسكرهم التدريبي السنوي في كلية ووفورد في سبارتانبورغ بولاية كارولينا الشمالية منذ عام 1995.

### مقر الفريق
يقوم فريق بانثرز ببناء مقر فريق بمليار دولار أمريكي ومنشأة تدريب على مساحة 240 فدان (0.97 كيلومتر مربع) في روك هيل، كارولينا الشمالية، الملقب بـ «الصخرة». بعد ستة أشهر من المناقشات وموافقة الدولة على 115 مليون دولار من الحوافز، جاء الإعلان الرسمي عن خطة الفريق لمنشأة ممارسة جديدة في 5 يونيو 2019. وصف رئيس بلدية روك هيل جون جيتيز المشروع في ذلك الوقت بأنه الأكبر في تاريخ المدينة. تم وضع حجر الأساس في يوليو 2019. ومن المتوقع الانتهاء بحلول صيف 2023.

## حضارة
يتم دعم بانثرز في كل من ولاية كارولينا الشمالية وكارولينا الجنوبية، أعلنت حاكمة ولاية كارولينا الشمالية نيكي هايلي في 30 يوليو 2012، «يوم كارولينا بانثرز» في ولايتها، قائلة إنه «عندما يتعلق الأمر بالفرق المحترفة، فإن فريق كارولينا بانثرز هم الفريق الذي تسميه كارولينا فريقهم». خلال بطولة المؤتمر الوطني لكرة القدم 2016 وسوبر بول، تم استخدام علامة التجزئة #ون كارولينا من قبل الفرق الرياضية الجامعية والمحترفة من ولاية كارولينا الشمالية وكارولينا الجنوبية لإظهار دعم موحد لبانثرز.
لاحظ بات ياسينسكاس من ESPN.com في عام 2012 أنه على الرغم من وجود «جو من النبيذ والجبن في ألعاب بانثرز... هناك نواة قوية من المشجعين المتعصبين الذين يجلبون الطاقة إلى ملعب بنك أمريكا. شارلوت يعيش ويموت مع بانثرز لأنه لا يوجد الكثير من الخيارات الأخرى في عالم الرياضة». صنفت سبورتس إليسترايتد فريق بانثرز على أنه حصل على المرتبة العاشرة من حيث «تجربة قيمة مشجعين المؤتمر الوطني لكرة القدم» في عام 2007، ونسب الكثير من جو المشجعين إلى حداثة الفريق عند مقارنتها بقاعدة مشجعي كرة السلة الراسخة. كما لاحظوا أن الاستاد به مواقف سيارات متفرقة، ولكل منها أسلوب مختلف. يقدم البعض الدجاج المقلي أو لحم الخنزير أو الشواء على طريقة كارولينا، بينما يقدم البعض الآخر فرقًا موسيقية وتلفزيونات حية. ألعاب كرة القدم الصغيرة في مواقف السيارات شائعة. باع فريق كارولينا بانثرز جميع الألعاب المنزلية منذ ديسمبر 2002، وقد تم تصنيف حضورهم المنزلي في المراكز العشرة الأولى في دوري كرة القدم الأمريكية منذ عام 2006.

### التميمة والمصفقين والطبل

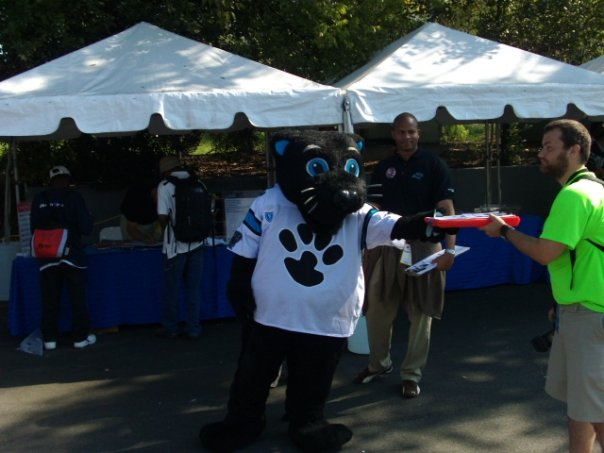
تمثال بانثرز السير بور، يرتدي قميصًا أبيض

كان السير بور، القط الأسود المجسم الذي يرتدي القميص المرقّم "00"، تميمة بانثرز منذ موسمهم الأول. أثناء الألعاب، يوفر سير بور ترفيهًا جانبيًا من خلال التمثيليات و«الأشياء الغريبة السخيفة». تشارك التميمة في عدد من الأحداث المجتمعية على مدار العام، بما في ذلك زيارة شهرية للمرضى في مستشفى ليفين للأطفال. يستضيف سير بور أيضًا وعاء التميمة السنوية، وهو حدث يضع تمائم المحترفين والجامعيين ضد بعضهم البعض خلال استراحة الشوط الأول في لعبة بانثرز المنزلية المحددة.
رؤساء الفريق هم كارولينا توبكاتس، وهي مجموعة مرعاة البقرن 24 امرأة تقود الهتافات وترفيه المشجعين في المباريات المنزلية. تشارك توبكاتس في أحداث الشركات والجمعيات الخيرية. خط طبول الفريق هو بوركوسيون، وهي مجموعة من الطبول، والتينور، وعازفي الطبول بالإضافة إلى عازفي الصنج. ينفذ بوركوسيون للجماهير خارج الملعب ويقدم اللاعبين قبل المباريات المنزلية، وهي تتألف من الطبالين من جميع أنحاء كارولينا.

### الحفاظ على قصف الطبل
بدءًا من موسم 2012، قدم بانثرز لعبة الحفاظ على قصف الطبل، المستوحاة من الخطاب التحفيزي المذكور أعلاه من قبل سام ميلز قبل مباراة الفريق في عام 2004 ضد كاوبويز. قبل كل مباراة على أرضه، يضرب عازف الطبول الفخري على الطبلة التي يبلغ ارتفاعها ستة أقدام أربع مرات للدلالة على الأرباع الأربعة لمباراة كرة القدم الأمريكية. وفقًا للفريق، فإن عازفي الطبول «يأتون من خلفيات ومهن متنوعة، لكنهم جميعًا تغلبوا على تجربة أو محنة كبيرة لم تجعلهم أقوياء فحسب، بل دفعتهم أيضًا إلى جعل الآخرين من حولهم أقوى». ضم الطبالون لاعبي بانثرز الحاليين والسابقين، والمحاربين القدامى العسكريين، وأطفال مؤسسة تمنى أمنية، والرياضيين من رياضات أخرى، بما في ذلك إم في بي وستيفن كاري من شارلوت، ولاعبتا المنتخب الوطني لكرة القدم للسيدات في الولايات المتحدة ويتني إنجين وهيذر أوريلي، و7 مرات بطل سلسلة كأس ناسكار جيمي جونسون.

### الأغاني والتقاليد
خلال الموسم الافتتاحي لبانثرز، كان للفريق أغنية قتال رسمية، لعبها الفريق قبل كل مباراة على أرضه. تظل أغنية «قف وابتهج» هي أغنية القتال الرسمية للفريق، لكن الفريق لا يلعبها عادة قبل المباريات المنزلية. بسبب رد فعل المعجبين السلبي، تم سحب «قف وابتهج» في عام 1999. منذ عام 2006، عادت الأغنية. يلعب الفريق دور «سويت كارولين» لنيل دياموند بعد الانتصارات على أرضه. تم تقديم ترنيمة «استمر في الضرب» خلال موسم 2015 الذي يبدأ قبل انطلاق المباراة الافتتاحية لكل مباراة على أرضه. كما طلبت من لوحات الفيديو، أحد جانبي الملعب يصرخ «احتفظ» ويرد الجانب الآخر بـ «الضرب». الهتاف مشابه لتلك التي تحدث في مباريات كرة القدم الجامعية.

### العمل الخيري والمجتمعي
تدعم منظمة كارولينا بانثرز مجموعة متنوعة من المؤسسات غير الربحية في شمال وجنوب كارولينا من خلال جمعيات كارولينا بانثرز الخيرية. تُمنح أربع منح دراسية سنوية للطلاب الرياضيين من خلال منحة كارولينا بانثرز للخريجين وبرامج كارولينا بانثرز بلايرز سام ميلز التذكارية. تقدم كارولينا بانثرز الخيرية أيضًا منحًا للمنظمات غير الربحية التي تدعم التعليم وألعاب القوى والخدمات الإنسانية في المجتمع. قدم فريق بانثرز وفيشر أثليتيك ست منح معدات لفرق كرة القدم بالمدارس الثانوية في كارولينا كل عام منذ عام 2010. تجمع مؤسسة كارولينا بانثرز الخيرية الأموال بثلاث مزايا سنوية: العد التنازلي لبدء الغداء، وهو أول حدث عام للفريق في كل موسم، كرة القدم 101، ورشة عمل تعليمية للجماهير، ودورة كرة القدم علم المحارب في عطلة نهاية الأسبوع، وهي بطولة كرة قدم بدون اتصال لمدة يومين. فائدة سنوية أخرى هي طعم بانثرز، تذوق الطعام الذواقة الذي يجمع الأموال من بنك الحصاد الثاني للأغذية في مترولينا.
في عام 2003، أنشأت مؤسسة بانثرز وكارولينا للرعاية الصحية صندوق حافظ على القصف، وهي مبادرة لجمع الأموال لدعم أبحاث السرطان وبرامج دعم المرضى. جمع مجتمع بانثرز أكثر من 1.4 مليون دولار للصندوق من خلال التبرعات المباشرة، والمزادات الخيرية، وحملات التبرع بالدم، وتشغيل ملعب 5k سنويًا. يقوم مستشفى مستشفى بانثرز وليفين للأطفال بتنسيق الزيارات الشهرية للمستشفى وتجارب الوجيه في يوم اللعبة للأطفال المصابين بأمراض مميتة أو في المستشفى.
بالإضافة إلى هذه الجهود الخاصة بالفرق، تشارك بانثرز في عدد من المبادرات المنتظمة التي يروج لها اتحاد كرة القدم الأميركي والولايات المتحدة الأمريكية، شريك تطوير كرة القدم للشباب في الدوري. من بينها شهر كرة القدم في الولايات المتحدة الأمريكية، الذي يقام طوال شهر أغسطس لتشجيع وترويج كرة القدم للشباب. صيد حاسم، برنامج الدوري للتوعية بسرطان الثدي، التحية للخدمة، التي أقيمت طوال شهر نوفمبر لدعم عائلات وأفراد الجيش، وبلاي 60، الذي يشجع عشاق الدوري الوطني لكرة القدم الأمريكية الشباب على أن يكونوا نشطين لمدة 60 دقيقة على الأقل كل يوم.

### الإذاعة والتلفزيون

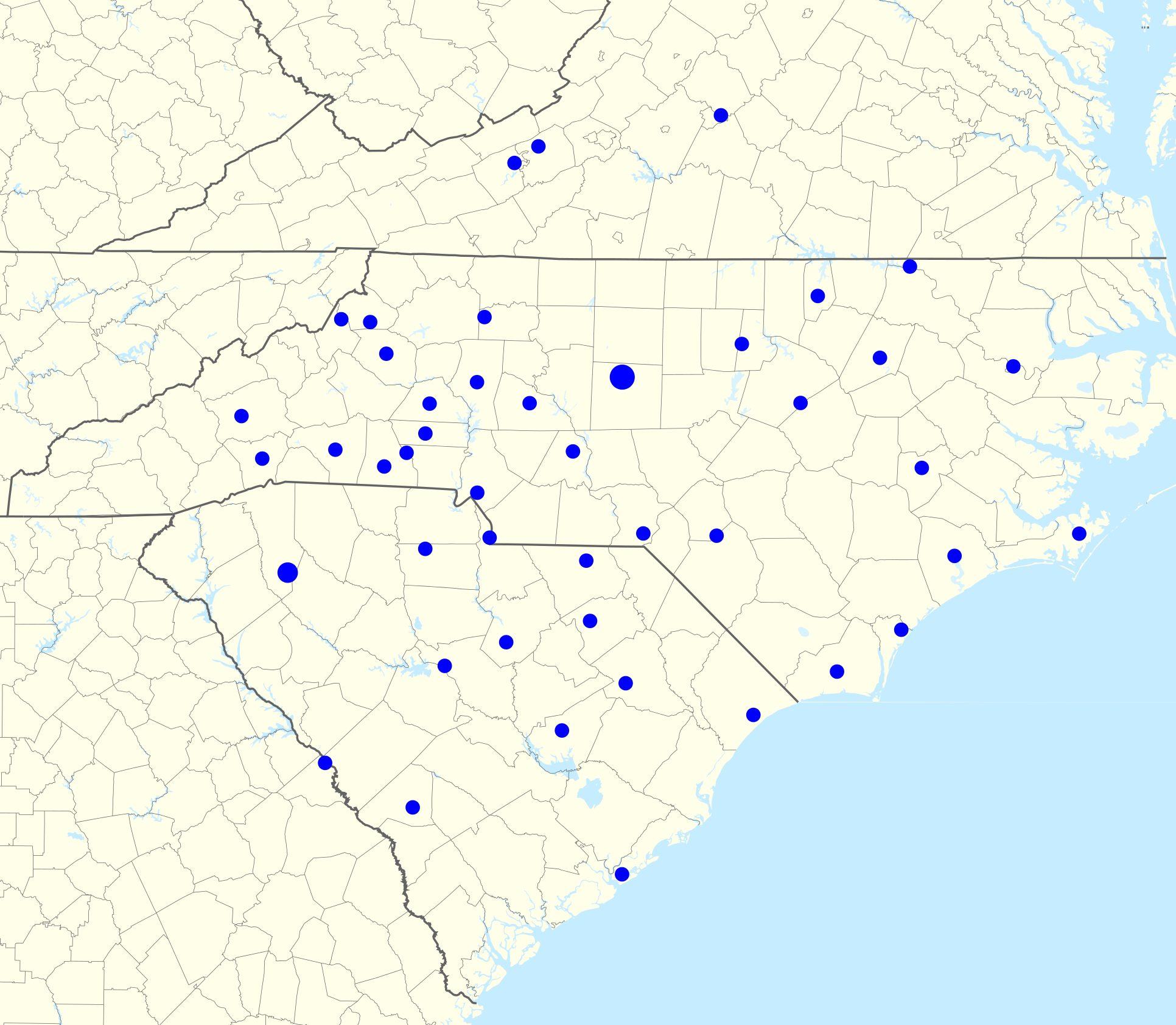
تُظهر الخريطة الشركات التابعة لراديو كارولينا بانثرز التي تبث تغطية متعلقة بيوم اللعبة عبر كارولينا وفيرجينيا، جنبًا إلى جنب مع محطة واحدة في جورجيا.

يتم توفير التغطية الإذاعية من قبل المحطة الرئيسية (1110 صباحًا) ومن خلال شبكة راديو كارولينا بانثرز، مع الشركات التابعة في جميع أنحاء كارولينا، وجورجيا، وفيرجينيا. يقود فريق البث الإذاعي لبانثرز صوت اللعب عن طريق اللعب ميك ميكسون، مع يوجين روبنسون كمحلل ألوان، ومدير WBT الرياضي جيم سوك كمضيف استوديو. تبث شبكة الراديو تغطية ما قبل المباراة، والألعاب مع التعليقات، وما بعد المباراة. كما تبث البث المباشر نقاش بانثرز، وهو حدث أسبوعي في ملعب بنك أمريكل الذي يوفر للمشجعين فرصة مقابلة لاعب وطرح أسئلة على الموظفين.
تغطي شبكات البث الوطنية والتلفزيون الكبلي مباريات الموسم العادية، فضلاً عن بعض مباريات ما قبل الموسم. على الصعيد المحلي، تبث WJZY التابعة لشركة فوكس معظم مباريات الموسم العادي، بينما تُبث أي مباريات على أرضها ضد فريق الاتحاد الآسيوي لكرة القدم على قناة WBTV التابعة لشبكة سي بي سي. يتم بث أي ظهور في ليلة الإثنين لكرة القدم في نفس الوقت على قناة WSOC-TV التابعة لـ ABC، في حين يتم بث أي ظهور في وقت متأخر من الموسم يوم الخميس ليلة كرة القدم على WBTV. يتم بث ليلة الأحد وبعض مباريات ليلة الخميس على قناة WCNC-TV التابعة لشبكة إن بي سي.
يتم بث جميع ألعاب ما قبل الموسم والعروض الخاصة للفريق بواسطة شبكة تلفزيون كارولينا بانثرز شبكة على المحطة الرئيسية WSOC-TV في شارلوت وأربعة عشر محطة تابعة في جميع أنحاء كارولينا الجنوبية وجورجيا وفرجينيا وتينيسي. تولى WSOC منصب الشريك التلفزيوني لبانثرز لموسم 2019، ليحل محل WCCB الشريك التلفزيوني منذ فترة طويلة، والذي احتفظ بهذا الدور بعد خسارة انتماء فوكس إلى WJZY في عام 2013. يتكون فريق البث التلفزيوني من المعلق المسرحي مايك مورغان، ومحلل الألوان ولاعب بانثرز السابق مايك روكر، والمراسل الجانبي بيت يانيتي. تستضيف الشبكة أيضًا تجمع بانثرز، وهو عرض أسبوعي يركز على خصم بانثرز القادم. يستضيف بانثرز جامداي، عرض بانثرز لما بعد الألعاب، المذيع الرياضي روس أوينز وخطيب بانثرز السابق كيفن دونالي على WCNC-TV.
تقدم بانثرز أيضًا بثًا للعبة باللغة الإسبانية على شبكة من ثماني محطات أمام WGSP-FM في باجيلاند، كارولينا الشمالية، بالإضافة إلى شركات راديو تابعة إضافية في المكسيك. يقدم خايمي مورينو أسلوب اللعب بينما ابن أخيه لويس مورينو جونيور هو المعلق الملون. لقد أصبحوا مشهورين حتى بين معجبي النمر الناطقين باللغة الإنجليزية بسبب أسلوب إعلانهم الملون المليء بالطاقة العالية.

## المنافسات
طور بانثرز منافسات ساخنة مع الأعضاء الثلاثة في المؤتمر الوطني لكرة القدم - القسم الجنوبي (اتلانتا فالكونز وتامبا باي القراصنة ونيو اورليانز القديسين). أشرس المنافسين للفريق هم الصقور والقراصنة.
تعتبر الصقور منافسًا جغرافيًا طبيعيًا لبانثرز ، حيث تقع أتلانتا على بعد 230 ميلاً (370 كم) جنوبًا على I-85. لعب الفريقان بعضهما البعض مرتين في السنة منذ بداية بانثرز، وتضم المباريات بين الفريقين مجموعات كبيرة من مشجعي بانثرز في استاد مرسيدس بنز بأتلانتا ومجموعات كبيرة من مشجعي الصقور في ملعب بنك أمريكا.
تم وصف تنافس بانثرز مع خليج تامبا بأنه الأكثر شدة في المؤتمر الوطني لكرة القدم - القسم الجنوبي. نشأ التنافس في عام 2002 مع تشكيل المؤتمر الوطني لكرة القدم - القسم الجنوبي، لكنه اشتد بشكل خاص قبل موسم 2003 مع نوبات لفظية بين اللاعبين في الفريقين. تصاعدت الأمور أكثر عندما ذهب بانثرز إلى خليج تامبا وضربوهم فيما وصفه كاتب ESPN.com بات ياسينسكاس بأنه «واحد من أكثر المسابقات الجسدية في الذاكرة الحديثة». وأدى التنافس إلى عدد من الإصابات الخطيرة للاعبين في الفريقين، بعضها كان بسبب اللعب الخاطئ. أثارت إحدى هذه المسرحيات، وهي ضربة غير مشروعة لعائد رهان تامبا باي كليفتون سميث، مشاجرة قصيرة بين الفرق في عام 2009.
خلال فترة وجودهم في المؤتمر الوطني لكرة القدم القسم الغربي، بدأ بانثرز في تطوير منافسة مع سان فرانسيسكو 49ers. تلاشى هذا التنافس بعد أن أخرج اتحاد كرة القدم الأميركي بانثرز من المؤتمر الوطني لكرة القدم القسم الغربي.

## وصلات خارجية
- الموقع الرسمي